# Elektrický obvod

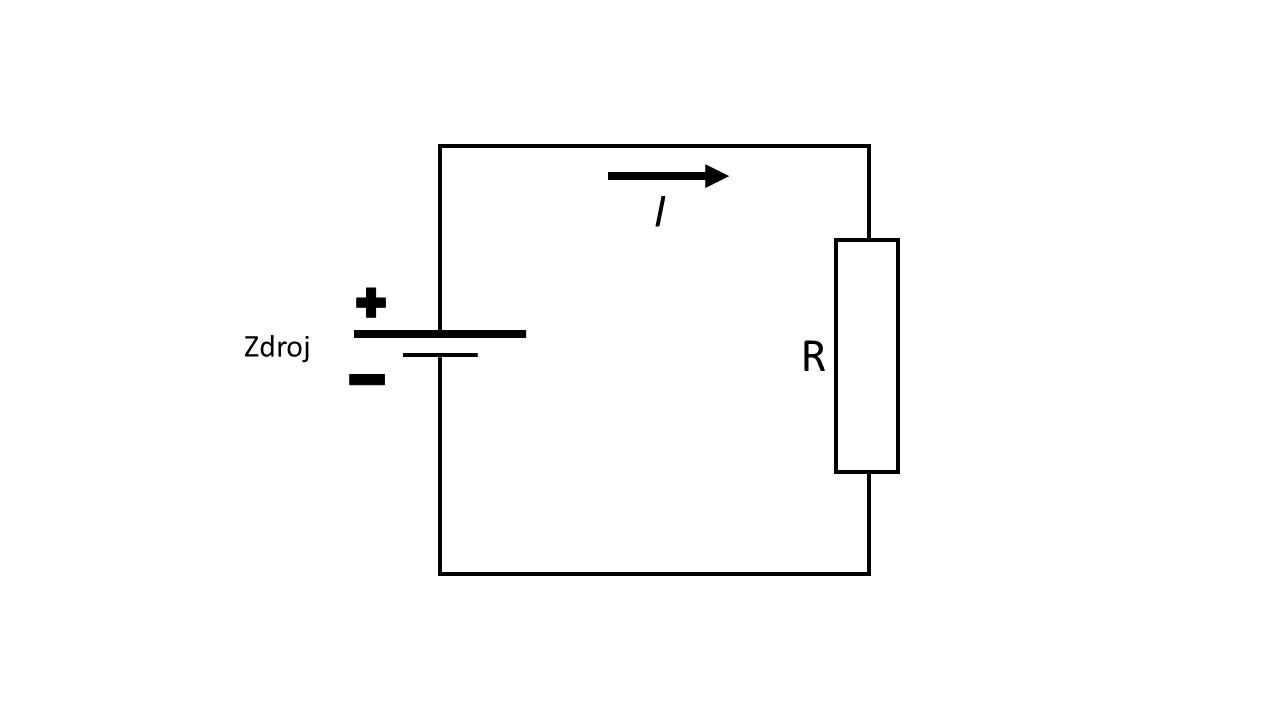
Nejjednodušší uzavřený obvod, kde proud I protéká ze zdroje do spotřebiče

Elektrický obvod je vodivé spojení elektrických prvků, a to jak vodivých, např. odporů, kondenzátorů a cívek, tak i polovodivých, např. diod a tranzistorů, přerušitelné pomocí spínačů. Tyto prvky vytváří (polo)vodivou cestu pro přenos elektrické energie a splňují funkce, které jsou od obvodu požadovány (např. zesilování signálu, vytváření oscilací apod.). Může být nepatrný jako mikročip, nebo může zahrnovat celou elektrickou síť. Obvod se může skládat z jednotlivých (tzv. diskrétních) prvků nebo celých integrovaných obvodů.
Pokud je vodivá dráha tvořená elektrickým obvodem uzavřená, pak se hovoří o uzavřeném elektrickém obvodu. Je-li vodivá dráha obvodu přerušena, např. otevřeným spínačem, pak se mluví o otevřeném elektrickém obvodu.

## Základní části elektrického obvodu
Běžný elektrický obvod obsahuje tyto základní prvky:
- elektrický zdroj - mění vstupní energii (např. chemickou v případě galvanického či palivového článku nebo pohybovou v případě generátoru) na energii elektrickou
- elektrické vedení - slouží k přenosu elektrické energie od zdroje k spotřebiči, tvořeno dvěma či více vodiči navzájem oddělenými izolantem
- elektrický přístroj - slouží k ovládání obvodu (např. vypínač) nebo jeho ochraně před poruchovými stavy (např. pojistka)
- elektrický spotřebič - mění elektrickou energii na energii výstupní (např. světelnou v případě žárovky či LED diody nebo pohybovou v případě motoru)

Typickým příkladem jednoduchého elektrického obvodu může být baterie, dva vodiče, vypínač, pojistka a žárovka. Ve většině případů je situace mnohem komplikovanější, protože běžný spotřebič se může skládat z desítek, stovek nebo tisíců součástek, z nichž mnohé mohou uvnitř realizovat komplikovaná zapojení skládající se ze stovek, tisíců nebo i milionů prvků. Elektrický obvod rovněž často obsahuje více zdrojů (např. bateriové spotřebiče připojitelné na síť) a více vypínačů pro odpojování a přepojování různých funkčních celků.

## Základní zákony

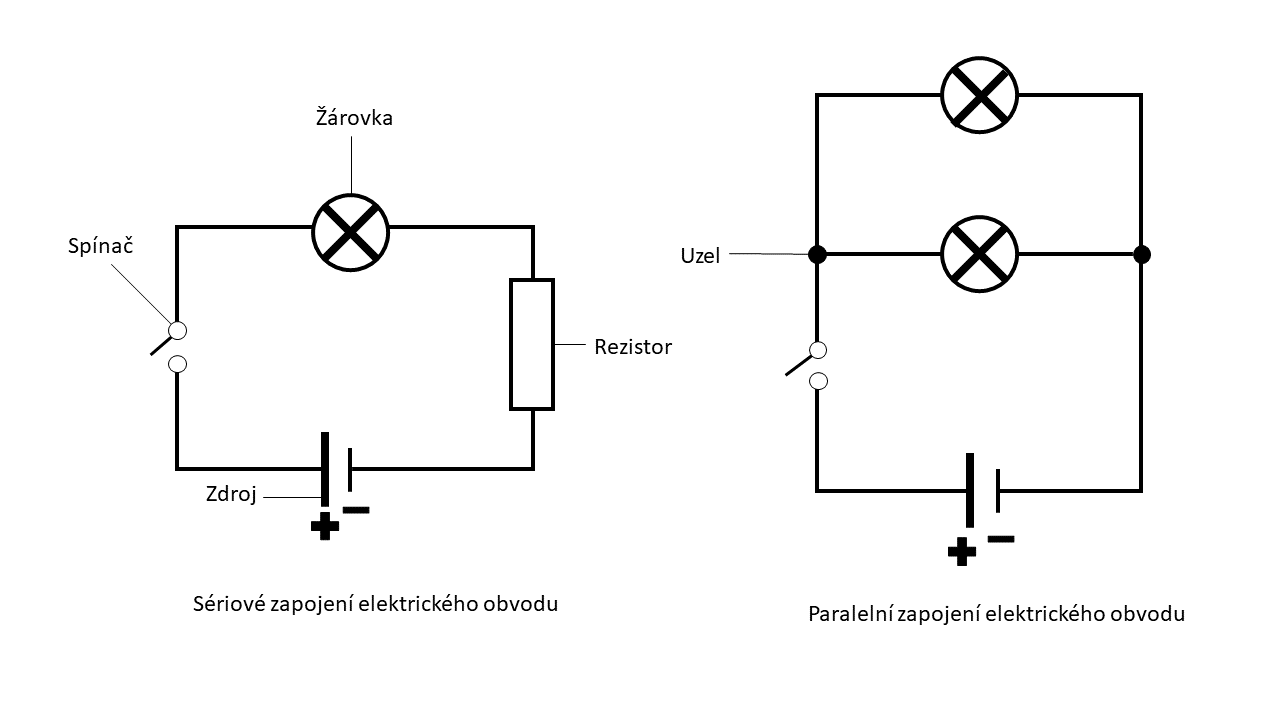
Paralelní a sériové zapojení obvodu

Ohmův zákon: {\displaystyle R={\frac {U}{I}}}, alternativní tvary: {\displaystyle U=R\cdot I;I={\frac {U}{R}}} .
- Odpor prvku obvodu je roven podílu napětí na daném prvku a proudu, který skrze něj protéká.
  - Vodič, nebo např. sepnutý vypínač, má (hypoteticky) nulový odpor, nevzniká na něm tedy žádný úbytek napětí.
  - Izolant, nebo např. rozepnutý vypínač má (hypoteticky) nekonečný odpor, neprotéká jím tedy žádný proud.
  - Rezistor (např. elektrické topení) vytváří v důsledku procházejícího proudu úbytek napětí a mění elektrickou energii na tepelnou.

Elektrický výkon: {\displaystyle P=U\cdot I}, alternativní tvary: {\displaystyle P=R\cdot I^{2}={\frac {U^{2}}{R}}}
Kirchhoffovy zákony:
1. Orientovaný součet proudů kolem uzlu je nulový: {\displaystyle \sum _{k=1}^{n}I_{k}=0}, tj. součet proudů vstupujících do uzlu je roven součtu proudů vystupujících z uzlu (tj. proud se nikde nehromadí).
2. Orientovaný součet napětí kolem obvodu je nulový: {\displaystyle \sum _{k=1}^{n}U_{k}=0}.

Z Kirchhoffových zákonů vyplývají zákonitosti pro řazení prvků v obvodu:
- V případě sériového zapojení protéká všemi prvky stejný proud a součet úbytků napětí na spotřebičích se rovná napětí zdroje.
- V případě paralelního zapojení je na všech prvcích stejné napětí a součet proudů tekoucích do spotřebičů se rovná proudu odebíranému ze zdroje.

Theveninova věta: Jakékoli propojení zdrojů a rezistorů s dvěma vývody je elektricky ekvivalentní ideálnímu napěťovému zdroji zapojenému sériově s jediným rezistorem.
Nortonova věta: Jakékoli propojení zdrojů a rezistorů s dvěma vývody je elektricky ekvivalentní ideálnímu proudovému zdroji zapojenému paralelně s jediným rezistorem.

## Prvky elektrických obvodů

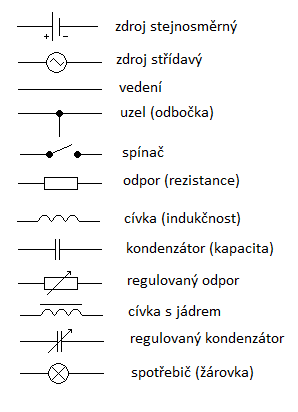
Základní schematické značky

Pro zakreslení elektrického obvodu slouží schéma zapojení, ve kterých má každý elektrický prvek svou značku, např.:
- elektrický zdroj
- elektrický vodič
- rezistor
- cívka
- kondenzátor
- spínač
- tlačítko
- žárovka
- LED
- dioda
- tranzistor
- tyristor
- ampérmetr
- voltmetr
- wattmetr